# Estación de Apaxco
Apaxco fue una estación de trenes que se encuentra en Apaxco de Ocampo, Estado de México.

## Historia
La estación fue edificada sobre la línea troncal México-Laredo de Tamaulipas del Ferrocarril Nacional de México. Los trabajos de construcción de la línea se realizaron por concesión el 13 de septiembre de 1880 por la Compañía Constructora Nacional Mexicana que posteriormente se consolidó como Compañía del Camino de Fierro Nacional Mexicana. El servicio entre México y Laredo de Tamaulipas fue inaugurado en noviembre de 1888. Entre 1901 y 1903, al convertir de vía angosta a vía ancha, también se modificaron la razón social y la ruta original México, Toluca, Acámbaro, Empalme González (hoy Escobedo), llevando la línea por Cuautitlán, Teocalco y Querétaro hasta Empalme González.